# Leucania pseudargyria
Leucania pseudargyria är en fjärilsart som beskrevs av Achille Guenée 1852. Leucania pseudargyria ingår i släktet Leucania och familjen nattflyn. Inga underarter finns listade i Catalogue of Life.